# Benjamin Wallfisch
Benjamin Wallfisch (Londen, 8 november 1979) is een Brits componist en dirigent van voornamelijk filmmuziek.
Wallfisch begon op vijfjarige leeftijd met piano spelen en schreef zijn eerste composities nog in de kinderschoenen. Hij studeerde af aan de Guildhall School of Music and Drama en muziek aan de Universiteit van Manchester met een First Class Honours. Met een Master of Music diploma aan de Royal Academy of Music was hij de eerste componist in de geschiedenis met de hoogst haalbare onderscheiding, erediploma van de academie. Ook volgde hij een studie als dirigent bij onder andere Charles Mackerras, Vernon Handley en Bruno Weil.
Op 22-jarige leeftijd was hij assistent-dirigent van het English Chamber Orchestra en tussen 2003 en 2005 bij het Radio Filharmonisch Orkest. Als dirigent was hij bij verschillende orkesten actief, waaronder het BBC Symphony Orchestra, London Symphony Orchestra, Philharmonia Orchestra, Sydney Symphony Orchestra en het Los Angeles Philharmonic Orchestra. Wallfisch debuteerde als filmcomponist in 2005 met de film Dear Wendy onder regie van Thomas Vinterberg. Als dirigent voor filmmuziek was hij het meest actief voor componist Dario Marianelli, waarvan de film Pride and Prejudice de eerste was. In 2013 schreef hij extra muziek voor Hans Zimmer aan de film 12 Years a Slave. Wallfisch produceerde tientallen soundtracks, waarvan een aantal bij Remote Control Productions.

## Filmografie
| Jaar | Titel                     | Regisseur                          | Opmerkingen |
| ---- | ------------------------- | ---------------------------------- | --- |
| 2005 | Dear Wendy                | Thomas Vinterberg                  | |
| 2008 | The Escapist              | Rupert Wyatt                       | |
| 2012 | Fetih 1453                | Faruk Aksoy                        | |
| 2013 | Hours                     | Eric Heisserer                     | |
| 2013 | Hammer of the Gods        | Farren Blackburn                   | |
| 2013 | Summer in February        | Christopher Menaul                 | |
| 2014 | Desert Dancer             | Richard Raymond                    | |
| 2014 | Bhopal: A Prayer for Rain | Ravi Kumar                         | |
| 2015 | Pressure                  | Ron Scalpello                      | |
| 2015 | Gamba                     | Tomohiro Kawamura Yoshihiro Komori | |
| 2016 | Lights Out                | David F. Sandberg                  | |
| 2016 | A Cure for Wellness       | Gore Verbinski                     | |
| 2016 | Hidden Figures            | Theodore Melfi                     | met Hans Zimmer en Pharrell Williams genomineerd - Golden Globe Award voor beste filmmuziek genomineerd - Grammy Award voor beste filmmuziek voor visuele media |
| 2017 | Bitter Harvest            | George Mendeluk                    | |
| 2017 | Annabelle: Creation       | David F. Sandberg                  | |
| 2017 | It                        | Andy Muschietti                    | |
| 2017 | Blade Runner 2049         | Denis Villeneuve                   | met Hans Zimmer genomineerd - BAFTA Award voor beste filmmuziek genomineerd - Grammy Award voor beste filmmuziek voor visuele media                             |
| 2018 | The Darkest Minds         | Jennifer Yuh Nelson                | |
| 2018 | King of Thieves           | James Marsh                        | |
| 2018 | The Vanishing             | Kristoffer Nyholm                  | |
| 2019 | Serenity                  | Steven Knight                      | |
| 2019 | Shazam!                   | David F. Sandberg                  | |
| 2019 | Hellboy                   | Neil Marshall                      | |
| 2019 | It Chapter Two            | Andy Muschietti                    | |
| 2020 | The Invisible Man         | Leigh Whannell                     | |
| 2021 | Mortal Kombat             | Simon McQuoid                      | |
| 2021 | The Starling              | Theodore Melfi                     | |
| 2023 | The Flash                 | Andy Muschietti                    | |
| 2025 | Until Dawn                | David F. Sandberg                  | [ 1 ] |

## Overige producties

### Televisiefilms
| Jaar | Titel               | Opmerkingen |
| ---- | ------------------- | ----------- |
| 2009 | Breaking the Mould  |             |
| 2013 | The Thirteenth Tale |             |

### Televisieseries
| Jaar | Titel                   | Opmerkingen |
| ---- | ----------------------- | ----------- |
| 2015 | Empresses in the Palace | miniserie   |
| 2015 | The Enfield Haunting    | miniserie   |

### Documentaires
| Jaar | Titel                    | Opmerkingen |
| ---- | ------------------------ | ----------- |
| 2009 | In Search of the Messiah |             |
| 2015 | A Flickering Truth       |             |
| 2015 | Mully                    |             |
| 2016 | Bobby                    |             |

### Documentaire series
| Jaar | Titel          | Opmerkingen    |
| ---- | -------------- | -------------- |
| 2019 | Hostile Planet |                |
| 2020 | Tiny World     | met Chris Egan |

### Korte films
| Jaar | Titel                 | Opmerkingen |
| ---- | --------------------- | ----------- |
| 2011 | All That Way for Love |             |
| 2013 | Water Song            |             |
| 2018 | Lala                  |             |
| 2018 | Bilby                 |             |

### Additionele muziek
| Jaar | Titel                              | Opmerkingen                        |
| ---- | ---------------------------------- | ---------------------------------- |
| 2013 | 12 Years a Slave                   | voor Hans Zimmer                   |
| 2015 | Le Petit Prince                    | voor Hans Zimmer en Richard Harvey |
| 2016 | Batman v Superman: Dawn of Justice | voor Hans Zimmer en Junkie XL      |
| 2017 | Dunkirk                            | voor Hans Zimmer                   |

### Dirigent
| Jaar | Titel                       | Opmerkingen           |
| ---- | --------------------------- | --------------------- |
| 2005 | Pride and Prejudice         | voor Dario Marianelli |
| 2005 | The Brothers Grimm          | voor Dario Marianelli |
| 2005 | V for Vendetta              | voor Dario Marianelli |
| 2006 | Miss Potter                 | voor Nigel Westlake   |
| 2007 | Shrooms                     | voor Dario Marianelli |
| 2007 | Atonement                   | voor Dario Marianelli |
| 2007 | The Brave One               | voor Dario Marianelli |
| 2008 | Mutant Chronicles           | voor Richard Wells    |
| 2009 | The Soloist                 | voor Dario Marianelli |
| 2009 | Agora                       | voor Dario Marianelli |
| 2009 | Doghouse                    | voor Richard Wells    |
| 2009 | Everybody's Fine            | voor Dario Marianelli |
| 2010 | Eat Pray Love               | voor Dario Marianelli |
| 2011 | Jane Eyre                   | voor Dario Marianelli |
| 2011 | Salmon Fishing in the Yemen | voor Dario Marianelli |
| 2011 | Tower Heist                 | voor Christophe Beck  |
| 2012 | Anna Karenina               | voor Dario Marianelli |

## Prijzen en Nominaties

### BAFTA Awards
| Jaar | Titel             | Categorie        | Uitslag     |
| ---- | ----------------- | ---------------- | ----------- |
| 2018 | Blade Runner 2049 | Beste filmmuziek | Genomineerd |

### Emmy Awards
| Jaar | Titel          | Categorie | Uitslag     |
| ---- | -------------- | --- | ----------- |
| 2019 | Hostile Planet | Beste muziekcompositie voor een documentaireserie of special (originele dramatische achtergrondmuziek), voor "Oceans" | Genomineerd |

### Golden Globe Awards
| Jaar | Titel          | Categorie        | Uitslag     |
| ---- | -------------- | ---------------- | ----------- |
| 2017 | Hidden Figures | Beste filmmuziek | Genomineerd |

### Grammy Awards
| Jaar | Titel             | Categorie                                     | Uitslag     |
| ---- | ----------------- | --------------------------------------------- | ----------- |
| 2018 | Hidden Figures    | Beste partituur soundtrack voor visuele media | Genomineerd |
| 2019 | Blade Runner 2049 | Beste partituur soundtrack voor visuele media | Genomineerd |

## Hitlijsten

### Albums
| Album met hitnotering(en) in de Vlaamse Ultratop 200 albums | Datum van verschijnen | Datum van binnenkomst | Hoogste positie | Aantal weken | Opmerkingen                  |
| ----------------------------------------------------------- | --------------------- | --------------------- | --------------- | ------------ | ---------------------------- |
| Blade Runner 2049                                           | 05-10-2017            | 14-10-2017            | 56              | 15           | met Hans Zimmer / soundtrack |